# Apanteles latericarinatus
Apanteles latericarinatus är en stekelart som beskrevs av Song och Chen 2001. Apanteles latericarinatus ingår i släktet Apanteles och familjen bracksteklar. Inga underarter finns listade i Catalogue of Life.